# Fati Mariko
Fatima Gandigui „Fati“ Mariko (* 25. September 1964 in Niamey) ist eine nigrische Sängerin.

## Leben
Fati Mariko wurde in eine Familie der Mittelschicht in der Hauptstadt Niamey geboren. Sie begann im damaligen Vorort Lamordé eine Grundschule zu besuchen. Ihr Vater stammte aus Mali und musste nach der Pensionierung mit seiner Familie in sein Heimatland zurückkehren. Dort, in der Stadt Bougouni, setzte Fati Mariko ihren unterbrochenen Schulbesuch fort. Ihr Onkel Kélétigui Mariko, der für das Orchester der Amicale de Niamey tätig war, stand ihr sehr nahe und sie fing damit an, sich für verschiedene Musikinstrumente zu interessieren. Nach fünf Jahren in Mali kehrte sie nach Niamey zurück, war jedoch nicht dazu berechtigt, eine öffentliche Schule zu besuchen. Sie wurde in einer Privatschule eingeschrieben, die sie nicht abschloss. Im Alter von 16 Jahren wurde Fati Mariko verheiratet. Ihre erste Ehe ging später in die Brüche. Sie absolvierte einen Maschinenschreibkurs und arbeitete 1986 für kurze Zeit als Sekretärin.
Im selben Jahr begann Mariko ihre Gesangskarriere als Frontfrau der Musikgruppe Marhaba. Die Position hatte ihr ein Verwandter vermittelt, der die Gruppe initiiert hatte. Eine Karriere als Sängerin galt für eine Muslimin als unangemessen, zudem wurde Singen in Niger als minderwertig und dem Berufsstand der Griots vorbehalten betrachtet. Entsprechend schwierig war es für Fati Mariko, ihren Berufswunsch in ihrer Familie durchzusetzen. Das Aufbegehren gegen überkommene Traditionen verarbeitete sie auch in ihren Liedtexten. So behandelte gleich ihr erster Text das Thema Zwangsheirat. Ihre ersten Aufnahmen machte sie unter der Leitung von Birni Garba bei der staatlichen Rundfunkanstalt ORTN.
Mit dem noch 1986 veröffentlichten Lied Djana-Djana, das sie mit Marhaba aufnahm, wurde Fati Mariko über Nacht in Niger zum Star. Ihre daran anschließende Karriere dauerte mehrere Jahrzehnte, was für eine Hitsängerin aus Niger als einzigartig gilt. Fati Marikos musikalischer Stil fußte auf einer Modernisierung ritueller und volkstümlicher Lieder aus der Songhai-Zarma-Kultur. Sie sang auf Französisch und in den in Niger verbreiteten Sprachen Hausa, Fulfulde und Zarma. Mit Marhaba trat Fati Mariko in verschiedenen Bars und Jugendclubs im Land auf. Beim nationalen Musikwettbewerb Prix Dan Gourmou gewann ihr Titel Dillaney 1988 den ersten Platz und ihr Titel OUA 1990 den dritten Platz. Bei Marhaba lernte Fati Mariko ihren zweiten Ehemann Boureima Mamoudou kennen. Dieser war als Komponist der Gruppe tätig. Als er 1991 starb, löste sich Marhaba auf.
Fati Mariko stellte sich auf eine Sololaufbahn ein und komponierte ihre Lieder nun auch selbst. Sie nahm 1992 an einer Rundfunksendung teil, bei der verschiedene Musiker aus dem In- und Ausland gemeinsam spielen sollten. Dabei war sie gefordert, ihren folkloristisch verankerten Stil an die modernere Spielweise ihrer Kollegen anzupassen. Nach dem Auftritt schrieb sie sich in die Musikschule Centre de Formation et de Promotion Musicale El Hadji Taya (CFPM) in Niamey ein. Nach der Ausbildung wurde sie Mitglied von Takeda, dem CFPM-Hausorchester, dem weitere prominente Musiker wie Yacouba Moumouni und Moussa Poussy angehörten. Das 1995 aufgenommene Album Les Messagers du CFPM von Takeda, in dem Mariko die Titel Guelwaridjo und Waîbi sang, wurde ein großer Erfolg beim nigrischen Publikum. Das Orchester Takeda hörte 1996 zu bestehen auf.
Im Jahr 1998 gründete Fati Mariko mit mehreren Freunden die Gruppe Marhaba neu. Sie unternahm Konzertreisen nach Europa und trat unter anderem beim Africa Festival in Würzburg auf. Beim panafrikanischen Musikfestival Feux de Brazza in Brazzaville wurde Mariko 2006 mit einem Sonderpreis des kongolesischen Kulturministers ausgezeichnet. Mit Marhaba nahm sie mehrere neue Alben auf: 2001 Issa Haro, 2003 Bébé und 2008 Incha Allah. Auf letztgenanntem Album findet sich der Titel Hôpital, dessen Text zur Unterstützung des Nationalkrankenhauses Niamey auffordert. In dieser Zeit komponierte Mariko auch mehrere Auftragsarbeiten, die dem Kampf gegen AIDS gewidmet waren.
Im Kurzdokumentarfilm Die Stille des Messers (Les silences du couteau) der Regisseurin Rakia Laminou Kader aus dem Jahr 2013 schilderte Fati Mariko, wie sie im Alter von sieben Jahren zum Opfer weiblicher Genitalverstümmelung wurde. Diese in Afrika verbreitete Praxis ist in Niger seit 2003 mit Gefängnisstrafen belegt. Der Premiere des Films in Niamey wohnte die Präsidentengattin und Ärztin Malika Issoufou sowie zahlreiche hochrangige Politiker und Diplomaten bei. Ihr Engagement gegen weibliche Genitalverstümmelung setzte Mariko 2020 als Aushängeschild einer von der Europäischen Union finanzierten Kampagne fort, in deren Zuge sie das Thema im Hauptabendprogramm des nationalen Fernsehens diskutieren konnte.